# 扁球

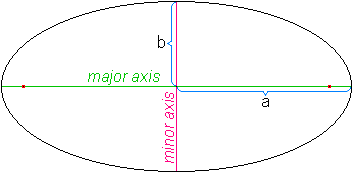
扁球は楕円の短軸を回転軸とした回転体

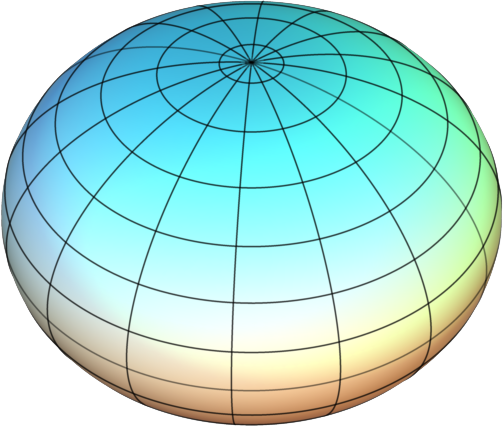
扁球

扁球（へんきゅう、oblate, oblate spheroid、別名：偏楕円体、扁平楕円体）とは、楕円をその短軸を回転軸として回転したときに得られる回転体である。扁球は3径のうち長い2径の長さが等しい楕円体とも定義できる。言い換えれば、扁球は短半径が極半径、長半径が赤道半径の回転楕円体である。
これに対し、楕円をその長軸を回転軸として回転したときに得られる回転体を長球という。

## 扁球の方程式
長半径a、短半径bの扁球の内部の点 (x, y, z) は次の式を満たす。
{\displaystyle \left({\frac {x}{a}}\right)^{2}+\left({\frac {y}{a}}\right)^{2}+\left({\frac {z}{b}}\right)^{2}\leq 1\quad \quad {\hbox{ or }}\quad \quad {\frac {x^{2}+y^{2}}{a^{2}}}+{\frac {z^{2}}{b^{2}}}\leq 1}
扁球面上の点は次の式を満たす。
{\displaystyle \left({\frac {x}{a}}\right)^{2}+\left({\frac {y}{a}}\right)^{2}+\left({\frac {z}{b}}\right)^{2}=1\quad \quad {\hbox{ or }}\quad \quad {\frac {x^{2}+y^{2}}{a^{2}}}+{\frac {z^{2}}{b^{2}}}=1}

## 扁球の性質
扁球の体積 Vは {\displaystyle V={\frac {4}{3}}\pi a^{2}b} 、離心率 eは {\displaystyle e={\sqrt {1-\left({\frac {b}{a}}\right)^{2}}}} 、表面積 Sは {\displaystyle S=2\pi \left(a^{2}+{\frac {b^{2}\tanh ^{-1}e}{e}}\right)} である。
また、地理緯度 {\displaystyle \varphi \,\!} における子午線曲率半径 {\displaystyle M_{\varphi }\,\!} 及び卯酉線曲率半径 {\displaystyle N_{\varphi }\,\!} はそれぞれ
{\displaystyle M_{\varphi }={\frac {a(1-e^{2})}{(1-e^{2}\sin ^{2}\varphi )^{3/2}}}\,,\;\;N_{\varphi }={\frac {a}{\sqrt {1-e^{2}\sin ^{2}\varphi }}}}
と表される。この二量を用いて、子午線に対し方位角 {\displaystyle \alpha \,\!} を成す垂直截線の曲率半径 {\displaystyle R_{\varphi }^{\alpha }\,\!} は、オイラーの定理により
{\displaystyle R_{\varphi }^{\alpha }={\frac {M_{\varphi }N_{\varphi }}{N_{\varphi }\cos ^{2}\alpha +M_{\varphi }\sin ^{2}\alpha }}}
のように表すことができる。

## 扁球状の物体
身のまわりにある扁球状の物体には、碁石、マーブルチョコレート、M&M's、ウンシュウミカンなどがある。また、地球も扁平率が他の物体よりも非常に小さく真球とは見分けがつきにくいが、18世紀半ばに実施された北極付近と赤道付近の子午線弧長の比較の末、扁球状であることが分かっている。ただし、これらの扁球状の物体は、厳密には真の扁球ではないことがある。

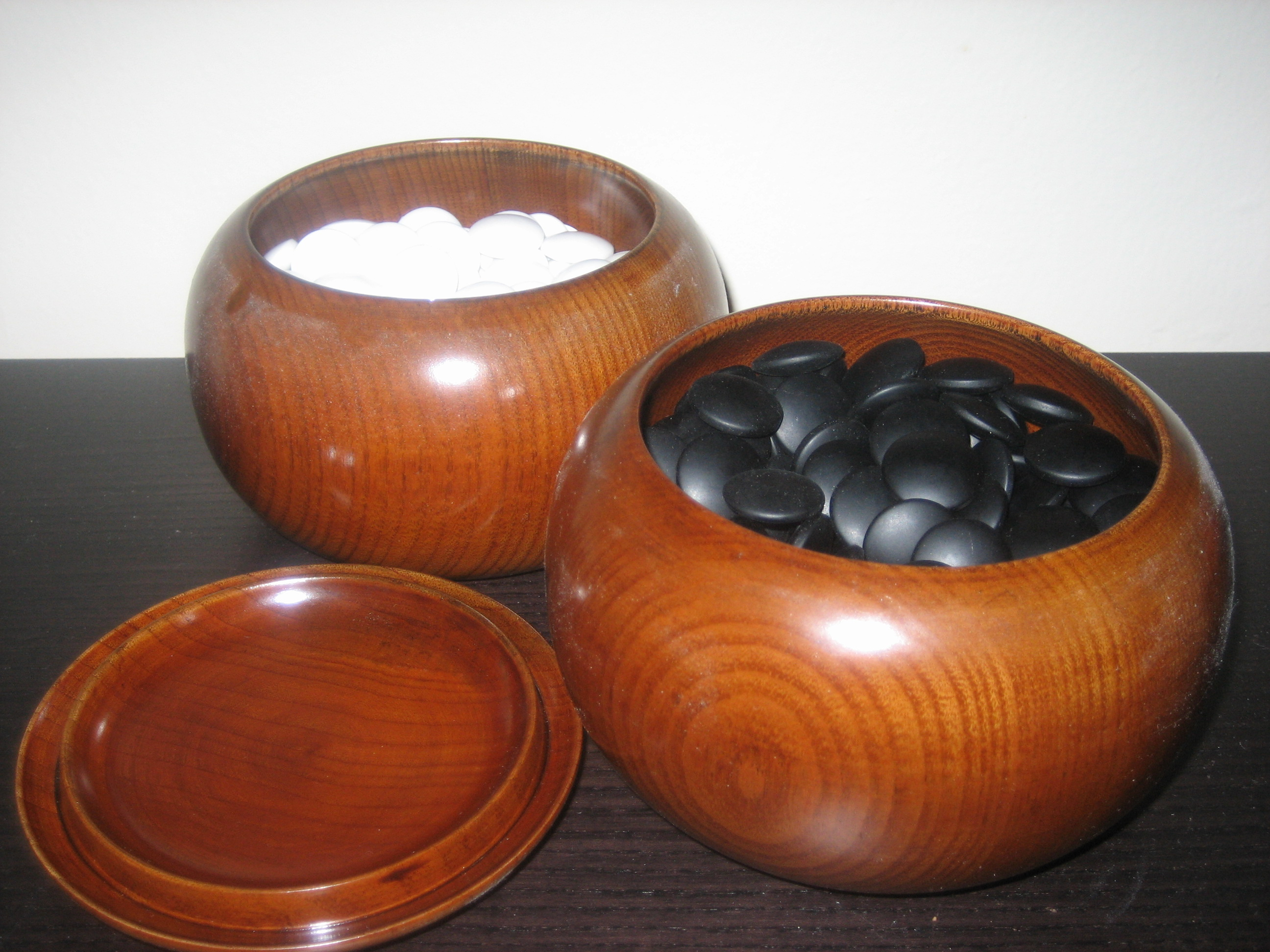
碁石
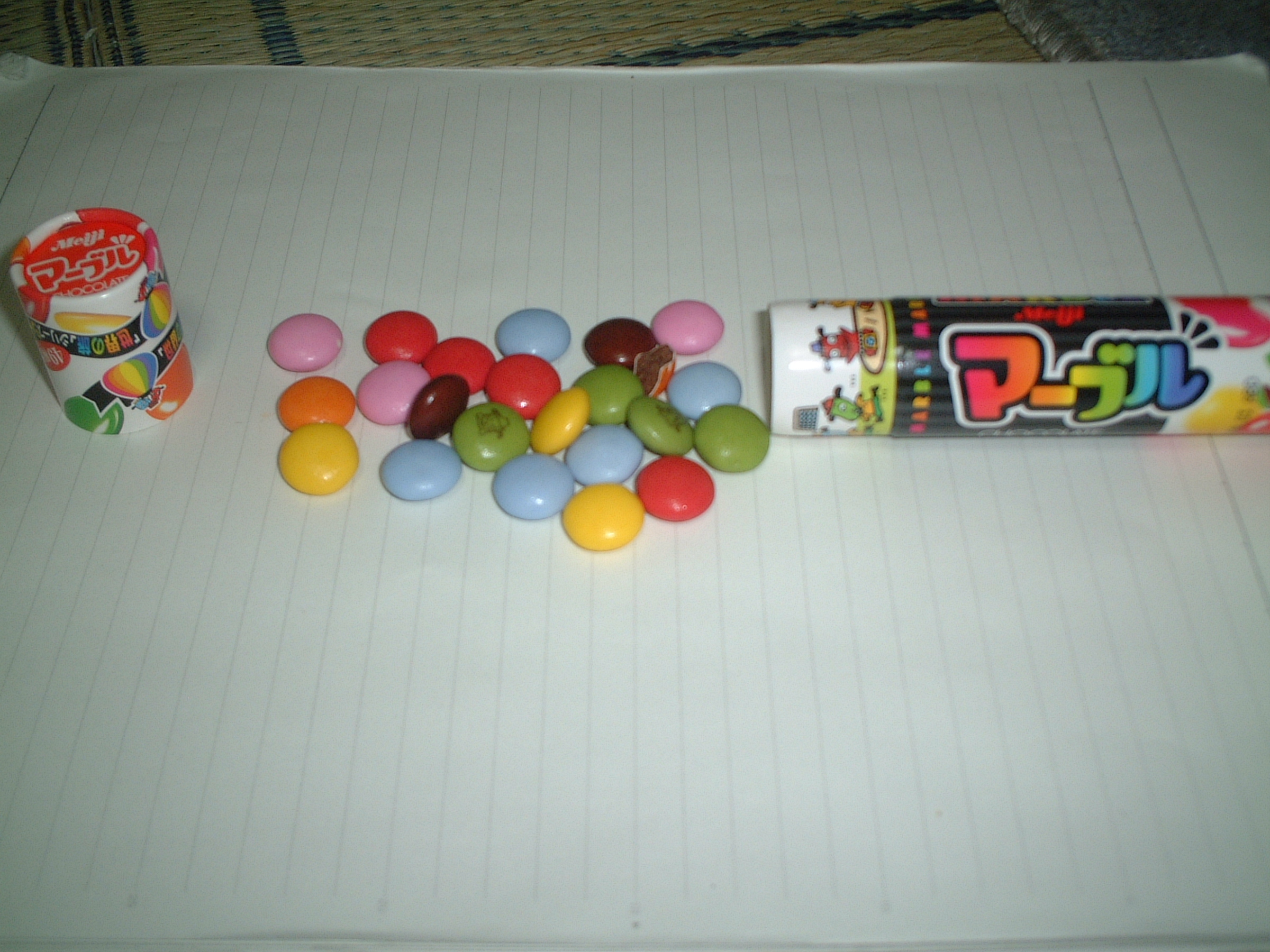
マーブルチョコレート
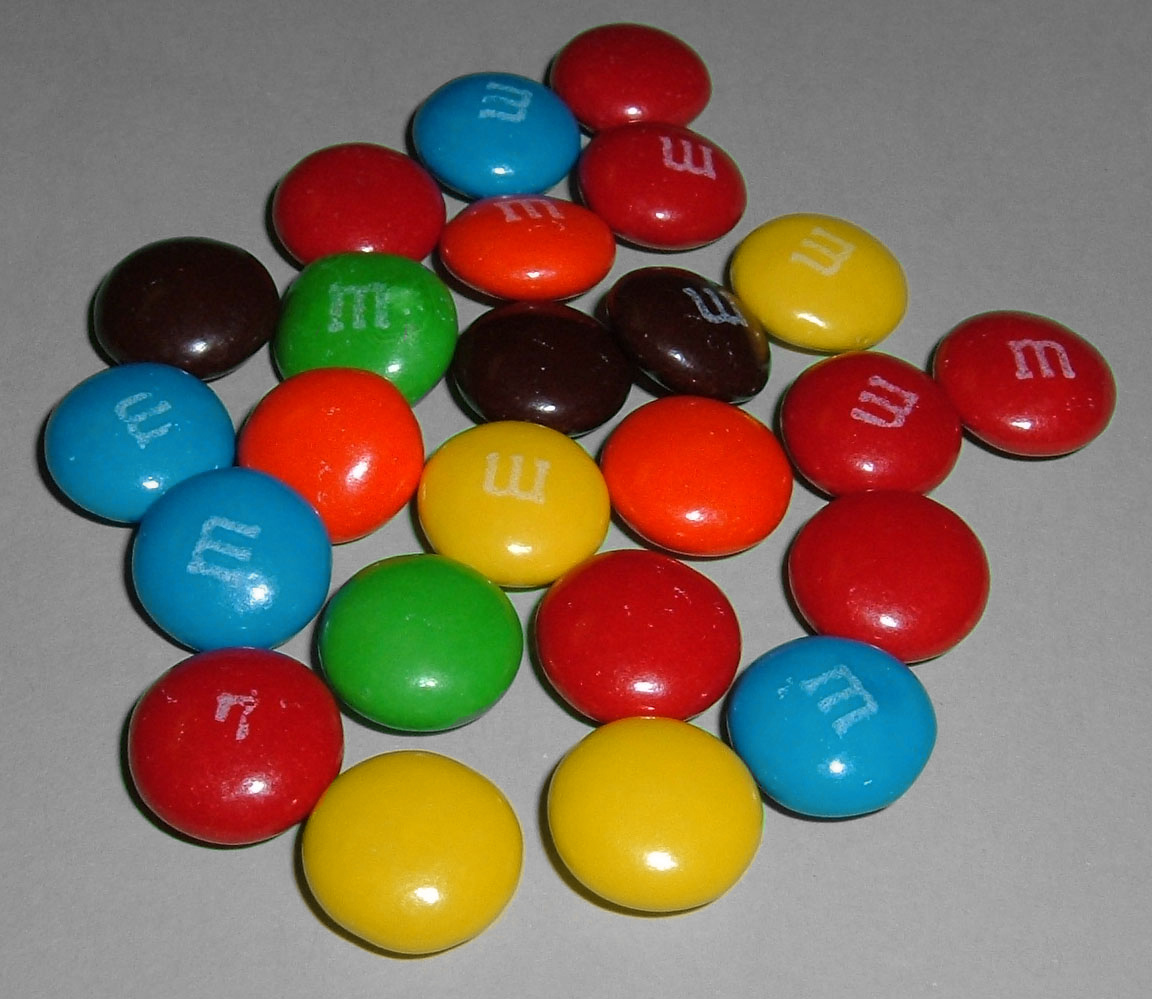
M&M's
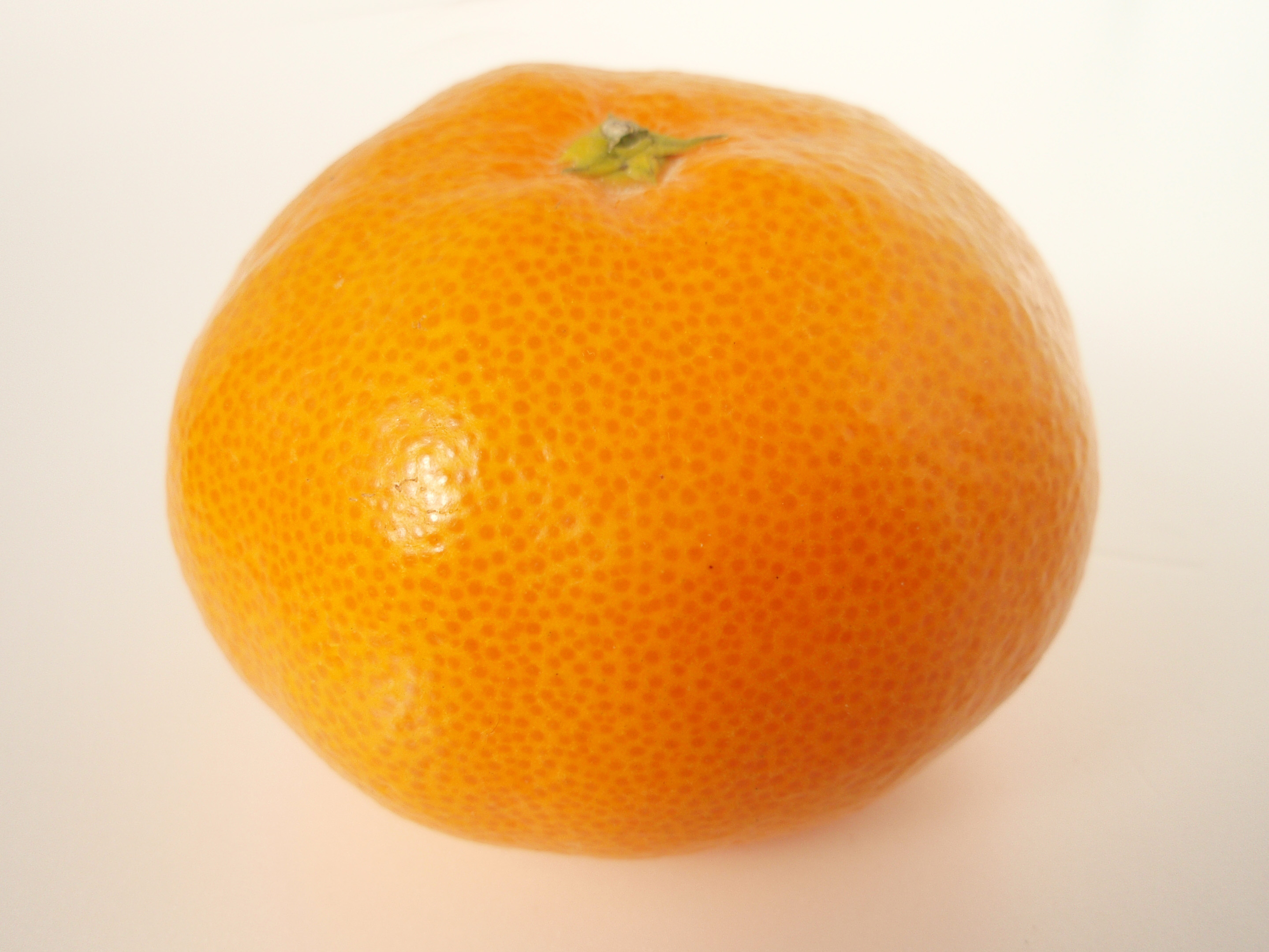
ウンシュウミカン
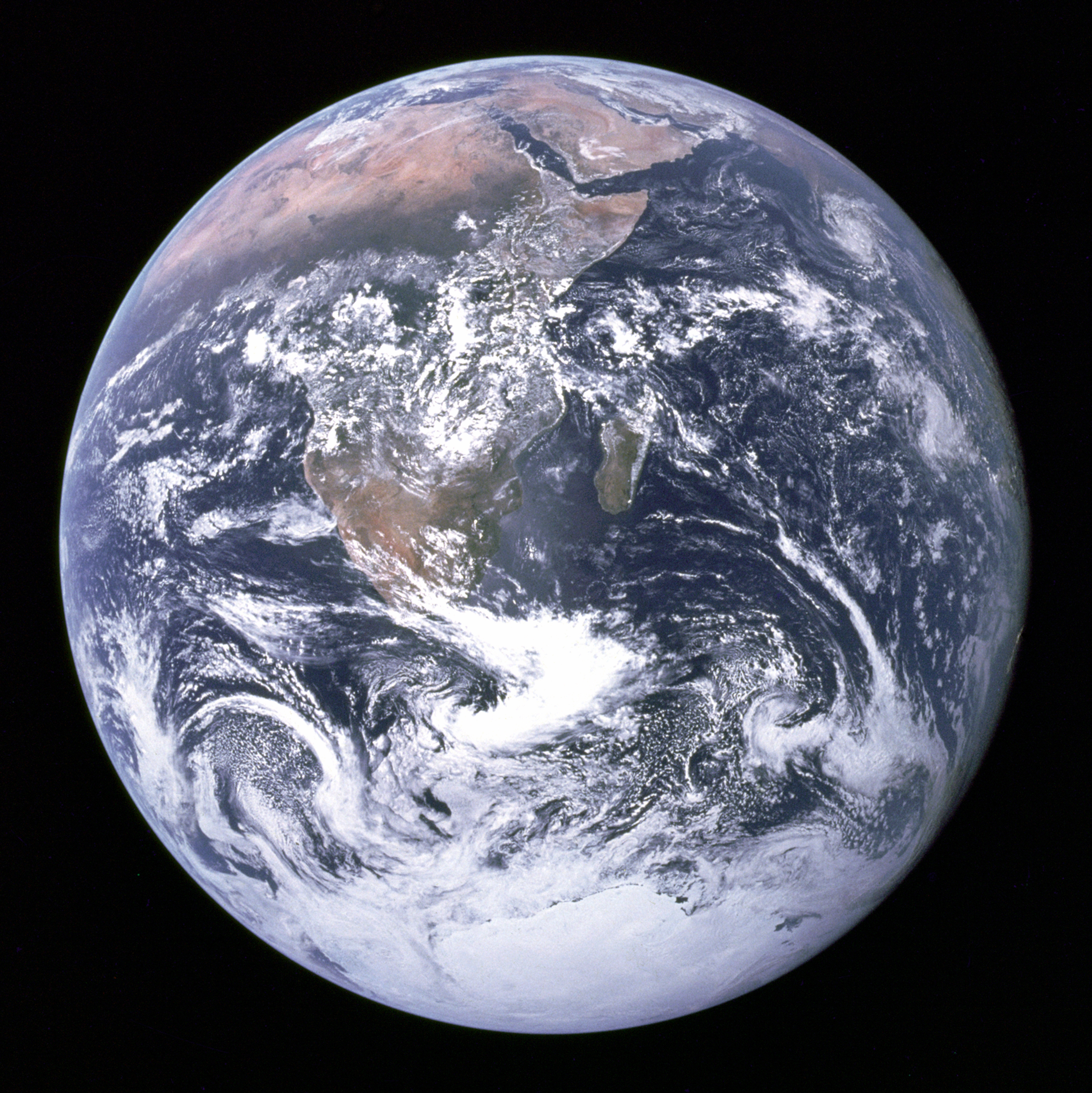
地球